# Orchester Musikkollegium Winterthur
L'Orchester Musikkollegium Winterthur è un'orchestra sinfonica svizzera con sede a Winterthur, in Svizzera. È la più antica orchestra della Svizzera, fu fondata nel 1875 come Stadtorchester Winterthur. Il Musikkollegium stesso, come organizzazione basata su radici religiose fino a quel momento, fu fondato nel 1629. L'orchestra esegue circa 60 concerti all'anno e, oltre ai concerti per orchestra, si esibisce nella buca per l'orchestra dell'Opera di Zurigo.

## Storia
Dal 2002 al 2008 Jac van Steen è stato il direttore principale dell'orchestra. L'orchestra e van Steen hanno realizzato diverse registrazioni commerciali per l'etichetta MDG, tra cui la musica dei compositori della seconda scuola di Vienna e di Frank Martin. Nell'aprile 2008 l'orchestra ha annunciato la nomina di Douglas Boyd come suo successivo direttore principale, a partire dalla stagione 2009-2010. Da allora l'orchestra ha esteso il contratto di Boyd come direttore principale per la stagione 2015-2016. Boyd ha concluso il suo mandato come direttore principale dopo la stagione 2015-2016. Nel giugno 2015 l'orchestra ha annunciato la nomina di Thomas Zehetmair come successivo direttore principale, effettivo da settembre 2016, con un contratto iniziale di 3 stagioni.
Nel repertorio moderno l'orchestra lavora spesso con Heinz Holliger e nel repertorio barocco con Maurice Steger e Nicolas Kraemer. Con Boyd come direttore l'orchestra ha realizzato registrazioni commerciali di musica di Wolfgang Amadeus Mozart, Felix Mendelssohn, Josef Rheinberger e Ralph Vaughan Williams. L'orchestra ha realizzato altre registrazioni commerciali con Holliger e altri direttori come Werner Andreas Albert.
Dalla stagione 2013/14 Roberto González-Monjas è il primo violino dell'orchestra e il primo violino del quartetto d'archi Winterthurer.

## Direttori principali
- Franz Welser-Möst (1987–1990)
- János Fürst (1990–1994)
- Heinrich Schiff (1995–2001)
- Jac van Steen (2002-2008)
- Douglas Boyd (2009-2016)
- Thomas Zehetmair (2016–in carica)